# الدوري الإنجليزي لكرة القدم 1922–23
الدوري الإنجليزي لكرة القدم 1922–23 (بالإنجليزية: 1922–23 Football League)‏ هو موسم من دوري كرة القدم الإنجليزي. فاز فيه نادي ليفربول.